# 覺囊巴
覺囊巴(Jonang pa)是覺囊派的別稱。法王覺囊巴即是篤補巴·喜饒堅贊（Dolpopa Sherab Gyaltsen，1292–1361），本名喜饒堅贊(慧幢)，1292年生於西藏阿里篤補，後人遂稱其為篤補巴。

## 生平
13歲時跟從堪布慈臣寧波剃度出家。他曾追從多名上師廣學顯密教法，尤其跟隨吉敦·絳央札巴精學《般若》、《量論》、《俱舍》等經論，經常巡訪於衛藏諸辯論場地，因為能言善辯，知識淵博，年紀又輕所以早已聲名遠揚。25歲時，依卻隆寺大堪布索南札巴受比丘戒。他早年在薩迦寺講經傳法時，因未遵守薩迦寺的內規禁止講授其他教派的經書，因此得罪了薩迦派的上層，於是被迫不得不離開薩迦寺，在前後藏各大寺雲遊。
31歲時到了覺囊寺，向雲丹嘉措（1206—1327年）學習“時輪金剛”，接受各種灌頂教授，另受時輪灌頂導引，從此轉入覺囊派的法系中。35歲時，便繼任覺囊寺的寺主法座，開始大興傳法之風。使覺囊派逐漸興盛起來。39歲時興建了大佛塔。他主持覺囊寺長達13年之久，47歲卸任後，委任羅哲華桑為寺主，3年後羅哲華桑去世，他又讓雪嘉瓦主持寺院。自己專事於修行和著述。
他的弟子經常跟隨他的就有2000多人，專修者有1000餘人，其中羅哲華桑和薩桑瑪地班欽是他的得意門徒。覺囊派在篤補巴時非常興旺，但該派在歷史長河中有盛有衰，沒有繼續強大的主要原因是因十七世紀時，由於支持覺囊派的當時西藏統治者藏巴汗被打敗，格魯派掌握了西藏政教大權後，排擠其他教派，達賴喇嘛五世更沒收了覺囊派大部分寺廟的財產屬民，經籍印版大多被封禁，使覺囊派僧眾被迫轉習格魯派的教法，寺院也被達賴五世喇嘛改為了格魯派寺院。從此該派在衛藏地區幾乎絕跡。
篤補巴卒於1361年，年壽70歲。

## 著作和思想
篤補巴的著作很多，為了論述他空見，著有《了義海論》（或題為《山法：西藏關於他空與佛藏之根本論》、《覺囊山居法了義海論》）、《第四結集論》、《佛教總釋》，專門闡揚他空見義理；他還有許多有關密宗、曆算方面的著作。
《佛教總釋》完整呈現貫穿篤補巴的餘生所有著作的法義宗旨，成書非常早；是篤補巴第一部他空見著作：本書是目前可得文獻中，篤補巴第一次完整呈現他空見。 其系統性（三轉法輪和三乘菩提無有遺漏）和革命性（對於當時的藏傳佛教流派來說）所顯示的天才洋溢和橫空出世，在當時造成巨大震撼。覺囊徒眾人人皆會背誦《佛教總釋》，並曾以萬人高聲同誦的壯觀場面來護送篤補巴的行進行列。
由於他系統地建立了代表覺囊派根本教義“中觀他空見”的理論體系，並傳播覺囊派中他空見思想之先河，因此大多覺囊派的人認篤補巴為他們的開派始祖。
現存藏文篤補巴全集共有三個版本，(1)北京版 (2)壤塘版 (3)江孜版

## 外部連結
- 時輪金剛壇城 篤補巴·喜饒堅贊
- 下載 篤補巴文獻 （页面存档备份，存于）
- 覺囊派 （页面存档备份，存于）